# Pingwin mały
Pingwin mały (Eudyptula minor) – gatunek średniego, nielotnego ptaka wodnego z rodziny pingwinów (Spheniscidae), występujący u wybrzeży Nowej Zelandii i Australii. Jest jedynym przedstawicielem rodzaju Eudyptula.

## Morfologia
Cechy gatunkuCzarnogranatowe upierzenie wierzchu ciała płynnie przechodzi w biały spód. Nogi i dziób ciemne.
Wymiary średniedł. ciała ok. 40 cm
masa ciała ok. 1,1 kg

## Ekologia i zachowanie
BiotopWody otaczające wybrzeża Nowej Zelandii, Australii i Tasmanii.
GniazdoNora o długości około 50 cm (zdarzają się również metrowe), często w głębi lądu, ukryta w zaroślach lub lesie.
JajaW ciągu roku wyprowadza jeden lęg, rzadziej dwa, składając w sierpniu-październiku zazwyczaj 2 jaja.
WysiadywanieJaja wysiadywane są przez okres około 5 tygodni przez obydwoje rodziców. Pisklęta opuszczają gniazdo po około 8 tygodniach.
PożywienieDrobne ryby, głowonogi i skorupiaki.

## Podgatunki
Wyróżnia się 6 podgatunków E. minor:
- E. minor novaehollandiae (Stephens, 1826) – południowa Australia i Tasmania,
- E. minor iredalei Mathews, 1911 – północna część Wyspy Północnej (Nowa Zelandia),
- E. minor variabilis Kinsky & Falla, 1976 – południowa część Wyspy Północnej, wyspy i wybrzeża Cieśniny Cooka oraz północna część Wyspy Południowej,
- pingwin mały (E. minor minor) (J.R. Forster, 1781) – podgatunek nominatywny; zachodnia i południowa część Wyspy Południowej oraz Wyspa Stewart (Nowa Zelandia),
- pingwin białoskrzydły[5] (E. minor albosignata) Finsch, 1874 – wschodnie wybrzeże Wyspy Południowej; niektórzy autorzy wyodrębniają go w osobny gatunek,
- E. minor chathamensis Kinsky & Falla, 1976 – Wyspy Chatham (Nowa Zelandia).

Ptaki tego gatunku regularnie pojawiają się na pacyficznym wybrzeżu Patagonii, gdzie być może również znajduje się nieodkryta jeszcze kolonia lęgowa. W kwietniu 2005 jeden osobnik pojawił się na wysepce Ichaboe u wybrzeży Namibii.

## Status
Międzynarodowa Unia Ochrony Przyrody (IUCN) uznaje pingwina małego za gatunek najmniejszej troski (LC – Least Concern). Liczebność światowej populacji szacuje się na około 470 tysięcy dorosłych osobników. Trend liczebności populacji uznaje się za stabilny. Głównym zagrożeniem są introdukowane w Australii i Nowej Zelandii drapieżne ssaki, takie jak psy i koty.